# Glycosurie

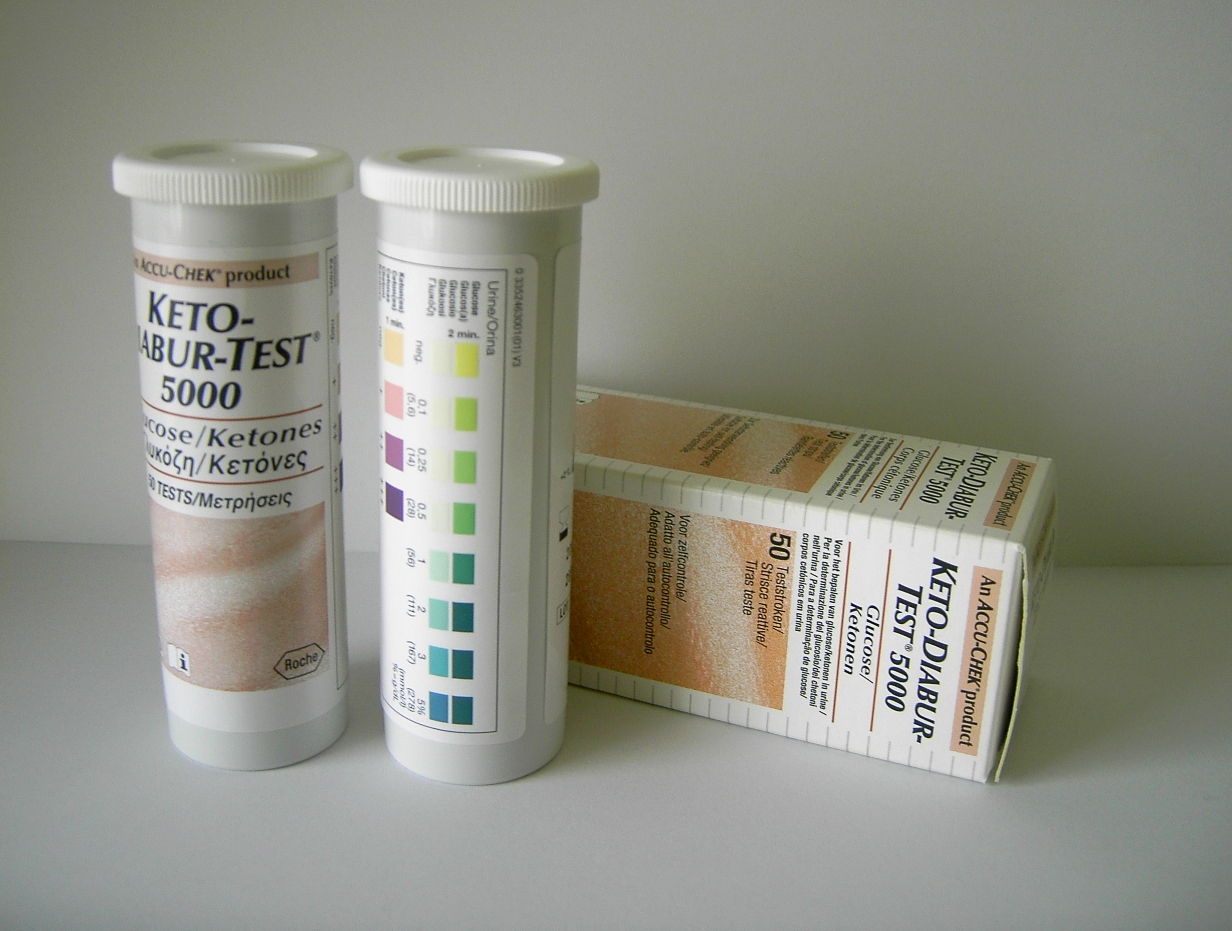
Tubes contenant des bandelettes réactives pour tester la glycémie

La glycosurie est la présence de glucose dans les urines. Son apparition est liée à un taux de glucose dans le sang (glycémie) trop important. Normalement, elle est strictement nulle.

## Glycosurie etrein
À partir d'une certaine valeur maximale pour la glycémie (1,8 g/l), les reins ne sont plus capables de réabsorber le glucose.

## Causes
Lorsqu'un test d'urine montre un résultat positif pour le glucose, il est important de prendre des mesures supplémentaires pour comprendre les causes sous-jacentes. Il est recommandé de vérifier la valeur de la  glycémie dans le sang pour déterminer les raisons possibles de ce résultat, qui peuvent varier en fonction de la présence ou non d'une hyperglycémie (niveau élevé de glucose dans le sang).
Si la glycosurie est associée à une hyperglycémie, cela peut être principalement dû au diabète sucré ou à des maladies endocriniennes. 
D'un autre côté, si la glycosurie est présente sans hyperglycémie, cela peut être principalement dû à la grossesse ou à des problèmes rénaux tels que la glycosurie rénale. 

## Dépistage
Autrefois, on goûtait les urines.
De nos jours, il existe des tests en bandelettes que l'on trempe directement dans les urines détectant la présence de sucre.